# Крістештій-Чичеулуй
Крістештій-Чичеулуй (рум. Cristeștii Ciceului) — село у повіті Бистриця-Несеуд в Румунії. Входить до складу комуни Уріу.
Село розташоване на відстані 343 км на північний захід від Бухареста, 31 км на захід від Бистриці, 59 км на північний схід від Клуж-Напоки.

## Населення
За даними перепису населення 2002 року у селі проживали 1126 осіб.
Національний склад населення села:
| Національність | Кількість осіб | Відсоток |
| -------------- | -------------- | -------- |
| румуни         | 1033           | 91,7%    |
| угорці         | 63             | 5,6%     |
| цигани         | 30             | 2,7%     |

Рідною мовою назвали:
| Мова      | Кількість осіб | Відсоток |
| --------- | -------------- | -------- |
| румунська | 1036           | 92,0%    |
| угорська  | 81             | 7,2%     |
| циганська | 9              | 0,8%     |